# ウーケ
株式会社ウーケ（英: WOOKE Co. Ltd、wooke）は、富山県下新川郡入善町に所在する包装米飯の製造会社である。コメ卸大手、神明の子会社である。
社名は食を司る豊受大神の「受」の字を由来とする。

## 概要
無菌包装米飯の製造販売を事業としており、原則24時間稼働することで1日当たり約28万食の生産能力を持つ。市場の拡大を追い風に生産ラインを拡張し続け、2019年には年間1億食の製造を可能にした。
包装米飯『ふんわりごはん富山県産こしひかり』などに使用される米は、富山県産コシヒカリを始めとす国産米を使用している。炊飯水は黒部川扇状地湧水群の超軟水を使用している。この他、クリーンスチームを利用した短時間高温殺菌や添加物不使用なども実施している。

## 沿革
- 2007年（平成19年）11月13日 - 設立[1]。
- 2009年（平成21年）
  - 1月21日 - 工場竣工（稼働開始は2月19日）[1]。
  - 5月29日 - 『北アルプスの天然水仕立てふんわりごはん 富山県産こしひかり200g』が、農林水産省の『世界が認める輸出有望加工食品40選』に選出される[1]。
- 2010年（平成22年）
  - 5月27日 - 国際味覚審査機構主催の優秀味覚賞で二つ星を受賞する[1]。
  - 6月11日 - 品質安全国際規格（SQF2000、現・SQF Code）の認証を取得する[1]。
- 2013年（平成25年）4月18日 - 工場増築[1]。
- 2019年（平成31年）4月13日 - 旧工場隣接地に新工場が竣工。これにより3ライン体制となり、年間生産能力1億2000万食に拡張された[6]。

## 事業所
富山入善工場
敷地面積24,458m2、建築面積6,104m2。工場では省エネ活動にも積極的に取り組んでおり、海洋深層水の他施設との多段活用（後述）、廃熱の有効利用、照明のLED化を実施している。
環境負荷軽減を目的に工場の空調（冷却）用に海洋深層水（5℃）を熱交換の上で利用している。温められた海洋深層水（18℃）は、隣接する入善町の水産振興施設でカキやアワビなどの蓄養事業でも利用され、エネルギー削減に貢献している。